# 24-я стрелковая дивизия (2-го формирования)
24-я стрелковая дивизия (24 сд) — воинское соединение (стрелковая, позднее моторизованная стрелковая дивизия) в составе РККА и Советской Армии Вооружённых сил СССР (с 1918 по 1991 год), затем Вооружённых сил Украины (с 1991 по 2003 год).
Дивизия сформирована 26 июля 1918 году приказом РВС 1-й армии Восточного фронта из добровольческих отрядов Самары, Симбирска и Сенгилея, действовавших на сенгилеевском и ставропольском направлениях под наименованием 1-й сводной Симбирской пехотной дивизии.
Полное наименование дивизии в 1957—2003 годах: 24-я мотострелковая Самаро-Ульяновская, Бердичевская ордена Октябрьской Революции, трижды Краснознамённая, орденов Суворова и Богдана Хмельницкого Железная дивизия.

## Боевой путь

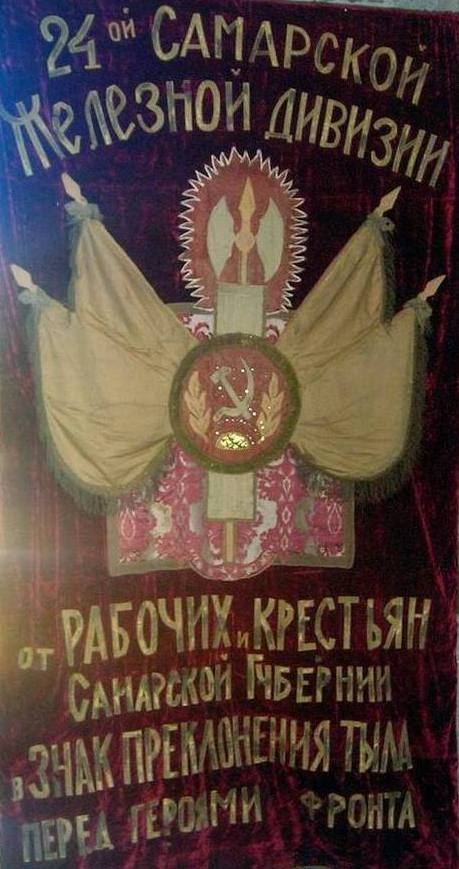
Знамя 24-й Железной Самарской дивизии от рабочих и крестьян Самарской губернии

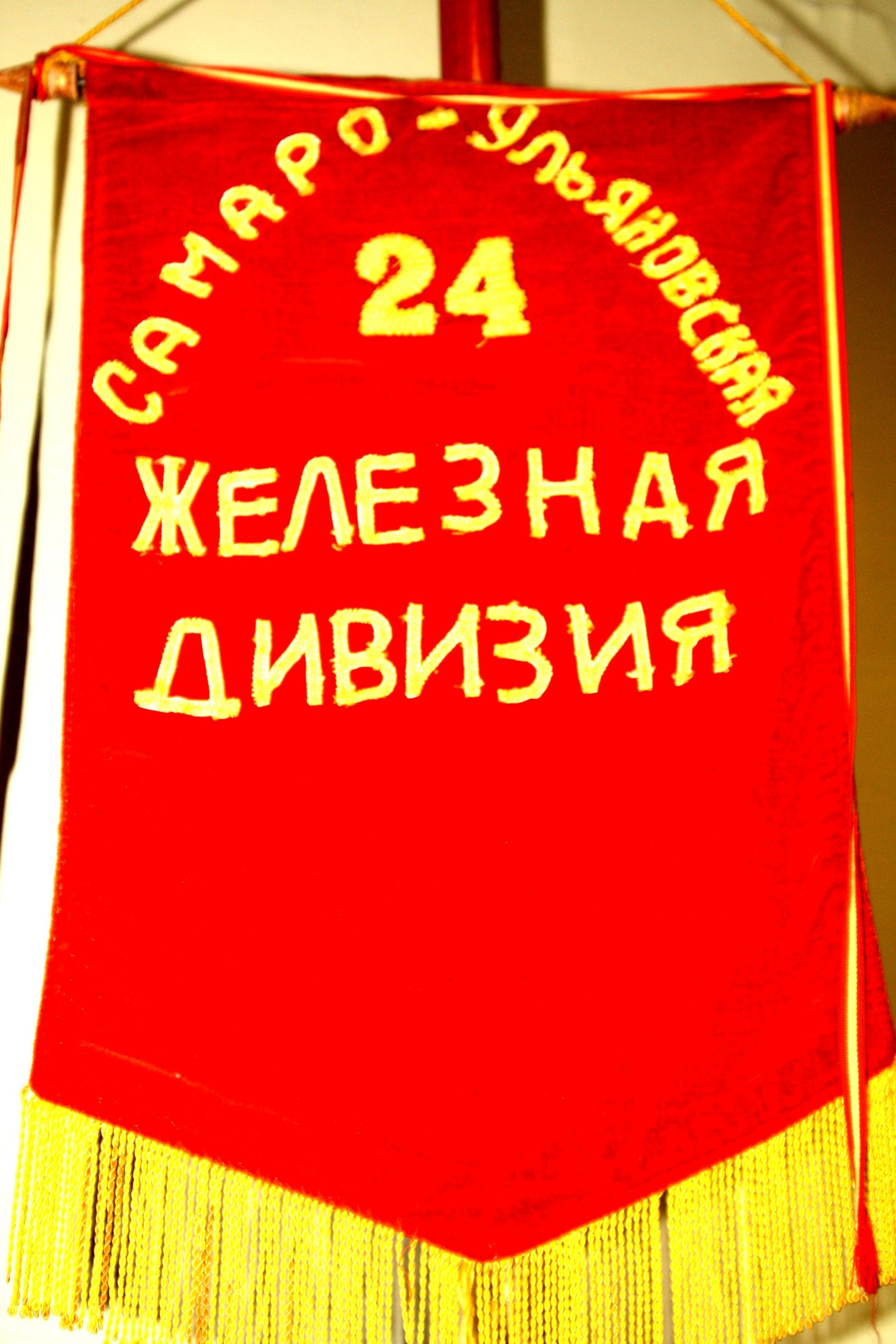

Дивизия сформирована 26 июля 1918 года приказом РВС 1-й армии Восточного фронта из добровольческих отрядов Самары, Симбирска и Сенгилея. Названа 1-й Симбирской пехотной дивизией.
С июля дивизия в составе 1-й армии, (4с). Начальник дивизии Гай Гая Дмитриевич, (4с).
28 сентября дивизия награждена Почётным Революционным Красным Знаменем, (4с).
18 ноября 1918 года 1-я сводная Симбирская пехотная дивизия переименована в 24-ю Симбирскую стрелковую дивизию.
С 20 ноября начальник дивизии Павловский Василий Игнатьевич, (4с).
1 января 1919 года 24-я Симбирская стрелковая дивизия в составе 1-й армии (до мая 1919 г.), (4с).
2 февраля начальником дивизии назначен Вилумсон Эдуард Фридрихович.
25 апреля начальником дивизии назначен Муретов М. В., (4с).
30 апреля начальником дивизии назначен Павловский Василий Игнатьевич (30.04.1919 — 21.07.1920), (4с).
05—06.1919 дивизия в составе Туркестанской армии, (4с).
06—08.1919 дивизия в составе 5-й армии, (4с).
08—12.1919 дивизия в составе 1-й армии, (4с).
01—03.1920 дивизия была в составе 9-й армии, (4с). Начальник дивизии В. И. Павловский.
24-я Симбирская стрелковая дивизия принимала участие в советско-польской войне в составе 14-й армии Юго-Западного фронта, (1-с.47).
Начальник дивизии В. И. Павловский.
21 июля 1920 начальником дивизии назначен Муретов М. В. (21.07.1920 — 11.01.1921), (4с).
С 10 декабря 1920 года войска, находившиеся на территории Украинской Социалистической Советской Республики назывались Вооружённые Силы Украины и Крыма. Дивизия была в составе 14-й армии, начальник дивизии Муретов М. В.
13 декабря 24-я Симбирская стрелковая дивизия получает второе почётное наименование «Самарская», (4с).
Полевое управление 14-й армии расформировано в декабре, её войска вошли в состав Киевского военного округа, в их числе и 24-я стрелковая дивизия (1-с.53).
1 января 24-я Симбирско-Самарская стрелковая дивизия в составе Киевского ВО. Начальник дивизии Муретов М. В.
25 октября 1921 года 24-я Симбирско-Самарская стрелковая дивизия получает третье почётное наименование — «Железная» (4с).
В декабре 1921 года дивизия переходит в город Винницу.
С 21 апреля по 27 мая 1922 года дивизия входила в состав Юго-Западного военного округа.(1-с.59; 2-с.763; с.838)
В июне 1922 года дивизия выделила личный состав, лошадей и вооружение (из состава 70 и 71 стрелковых бригад) для формирования 2 пограничной дивизии.
В ноябре 1923 года из дивизии выделен кадр для формирования 24 стрелковой Подольской территориальной дивизии (с мая 1924 года — 96 стрелковая дивизия).
В 1924 году в связи с переименованием г. Симбирска в г. Ульяновск, дивизия переименована в Самаро-Ульяновскую.
По приказу Киевского военного округа в ноябре 1937 года дивизия перебрасывается в Ленинград.
В 1939−1940 годах, в ходе советско-финской войны, дивизия отличилась при прорыве линии Маннергейма на Карельском перешейке. Позднее участвовала в возвращении Эстонии.
Весной 1940 года на полуострове Ханко за счёт прибытия туда полков, выделяемых из 24-й стрелковой дивизии, была сформирована 8-я стрелковая бригада.
На 22 июня 1941 года дислоцировалась в Молодечно. По предвоенным планам на 5-й день войны должна была начать прибывать в Гродно, чтобы войти в состав 4-го стрелкового корпуса 3-й армии, однако уже 25 июня вступила в бой в районе Лиды. Удерживала этот рубеж до 29 июня 1941 года, была окружена, к середине июля вышла из окружения со сравнительно небольшими потерями в район Могилёва.
В дивизию влились также вышедшие из окружения остатки 17-й стрелковой дивизии, и в августе-сентябре вела бои в междуречье Днепра и Десны, отходила в направлении Чернигова, оборонялась на реке Сейм севернее Бахмача, затем была вынуждена отходить на Прилуки, Пирятин, Лубны.
В середине сентября дивизия попала в окружение, была расчленена на несколько изолированных групп и уничтожена.
1-е формирование дивизии официально было расформировано 27 декабря 1941 года.

### Второе формирование
В декабре 1941 года в Вологодской области была сформирована 412-я стрелковая дивизия, получившая 1 января 1942 года наименование 24-й стрелковой дивизии (2-го формирования).
В действующей армии с 8.03.1942 по 10.02.1943, с 20.03.1943 по 8.11.1943, с 30.11.1943 по 11.05.1945.
Участвовала в Сталинградской битве, Донбасской наступательной операции, освобождении Левобережной Украины, в Житомирско-Бердичевской, Проскуровско-Черновицкой, Львовско-Сандомирской, Восточно-Карпатской, Западно-Карпатской, Моравско-Остравской и Пражской наступательных операциях.
Боевой путь закончила 9 мая 1945 года освобождением города Летовице в 100 километрах от Праги.
В Параде Победы в составе сводного полка 4-го Украинского фронта участвовал сводный взвод (27 воинов) дивизии во главе с капитаном Клюевым под Знаменем дивизии.
17 воинов дивизии удостоены звания Героя Советского Союза. Около 9 тысяч её воинов награждены орденами и медалями.

## История с утратой знамени

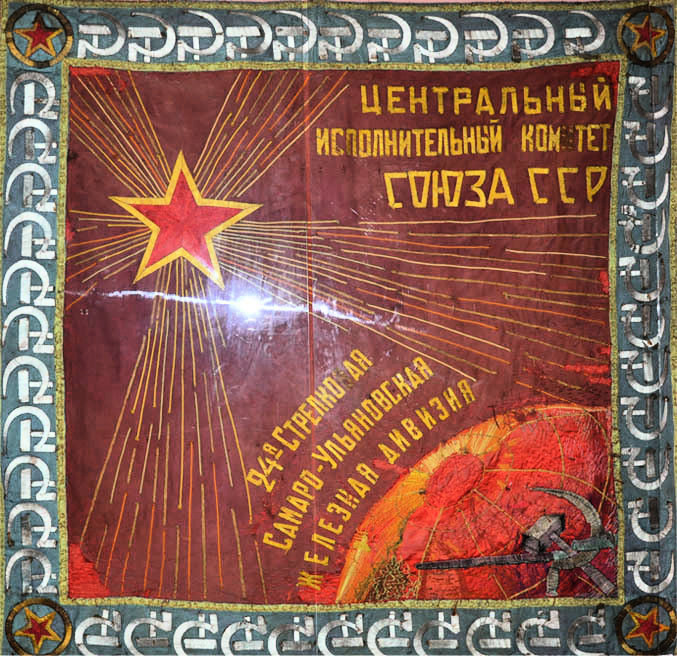
Наградное знамя ЦИК СССР, вручённое 24-й Железной Самаро-Ульяновской дивизии в 1927 году. Служило боевым Красным Знаменем 24-й стрелковой дважды Краснознамённой Самаро-Ульяновской железной дивизии в годы Великой Отечественной войны

- ПРИКАЗ ЗАМЕСТИТЕЛЯ НАРОДНОГО КОМИССАРА ОБОРОНЫ О ВОЗВРАЩЕНИИ 24-Й БЕРДИЧЕВСКОЙ СТРЕЛКОВОЙ ДИВИЗИИ БОЕВОГО КРАСНОГО ЗНАМЕНИ[7].

Существует версия, что дивизия была расформирована в связи с утратой Знамени части. Факт утраты Знамени дивизии достоверен. Было установлено, что во время выхода из окружения Знамя находилось при инструкторе политотдела дивизии старшем политруке А. В. Барбашеве, который 6 августа 1941 года погиб в бою около деревни Анютино Чериковского района Могилёвской области. Местный житель колхозник Д. Н. Тяпин обнаружил на теле погибшего командира Красное Знамя дивизии и похоронил тело вместе со знаменем на местном кладбище. После освобождения деревни Анютино советскими войсками в 1943 году Знамя было извлечено и направлено на реставрацию. 20 февраля 1944 года дивизии было вручено реставрированное Знамя прежней 24-й стрелковой дивизии. За спасение Знамени Д. Н. Тяпин навечно зачислен в списки 1-й роты 7-го стрелкового полка дивизии.

## Полное наименование
- 9.08.1918 — 24-я Симбирская Железная стрелковая дивизия
- __.__.1922 — 24-я Самаро-Симбирская Железная стрелковая дивизия
- __.__.1924 — 24-я Самаро-Ульяновская Железная стрелковая дивизия
- 22.06.1941 — 24-я стрелковая Самаро-Ульяновская трижды Краснознамённая Железная дивизия
- 01.01.1942 — 24-я стрелковая дивизия (2-е формирование)
- 06.01.1944 — 24-я стрелковая Бердичевская дивизия
- 20.02.1944 — 24-я стрелковая Самаро-Ульяновская Бердичевская трижды Краснознамённая Железная дивизия
- __.05.1945 — 24-я стрелковая Самаро-Ульяновская Бердичевская трижды Краснознамённая орденов Суворова и Богдана Хмельницкого Железная дивизия
- __.__.1957 — 24-я мотострелковая Самаро-Ульяновская, Бердичевская, трижды Краснознамённая, орденов Суворова и Богдана Хмельницкого Железная дивизия
- 21.02.1978 — 24-я мотострелковая Самаро-Ульяновская, Бердичевская, ордена Октябрьской Революции, трижды Краснознамённая, орденов Суворова и Богдана Хмельницкого Железная дивизия

## Подчинение
1-е формирование
- 18.11.1918 — 05.1919 1-я армия Восточного фронта, (4с).
- …05 — …06.1919 Туркестанская армия, (4с).
- …06 — …08.1919 5-я армия, (4с).
- …08 — …12.1919 1-я армия, (4с).
- …01 — …03.1920 9-я армия, (4с).
- 14-я армия Юго-Западного фронта (1920), (1-с.47)
- 14-я армия Киевского военного округа Вооружённых Сил Украины и Крыма (после 1012.1920)
- 21.04 — 27.05.1922 Юго-Западный военный округ Вооружённых Сил Украины и Крыма
- 27.05.1922 — 1923 Украинский военный округ Вооружённых Сил Украины и Крыма
- 1923 — …01.1924 Украинский военный округ Вооружённых Сил СССР
- …01.1924 — 17.05.1935 17-й стрелковый корпус Украинского военного округа
- 17.05.1935 — 1937 17-й стрелковый корпус Киевского военного округа
- С 1937 Ленинградский военный округ
- С октября 1939 19-го стрелкового корпуса 7-й армии Ленинградского военного округа (8с-zeldiv24.narod.ru
- С … января 19-го стрелкового корпуса 7-й армии Северо-Западного фронта.
- С марта 1940 Ленинградский военный округ
- В июне 1940 в составе группировки советских войск на территории Эстонии в г. Пайда, (4с).
- С июля 1940 Западный Особый военный округ, (4с).
- 22.06.1941 — 21-й стрелковый корпус Западный фронт, 3-я армия
- 24.07.1941 — Центральный фронт, 3-я армия

2-е формирование
- 1.04.1942 — Калининский фронт, 3-я ударная армия
- 1.10.1942 — Донской фронт, 1-я гвардейская армия
- 1.11.1942 — Донской фронт, 65-я армия
- 1.12.1942 — Донской фронт, 65-я армия
- 1.01.1943 — Донской фронт, 65-я армия
- 1.04.1943 — Юго-Западный фронт, 62-я армия
- 1.07.1943 — Юго-Западный фронт, 57-я армия
- 1.10.1943 — Юго-Западный фронт, 1-я гвардейская армия, 34-й стрелковый корпус
- 1.11.1943 — 2-й Украинский фронт, 37-я армия
- 1.12.1943 — 1-й Украинский фронт, 18-я армия
- 1.01.1944 — 1-й Украинский фронт, 18-я армия, 52 стрелковый корпус
- 1.02.1944 — 1-й Украинский фронт, 18-я армия, 52 стрелковый корпус
- 1.03.1944 — 1-й Украинский фронт, 18-я армия, 52 стрелковый корпус
- 1.07.1944 — 1-й Украинский фронт, 18-я армия, 11-й стрелковый корпус
- 1.10.1944 — 4-й Украинский фронт, 18-я армия, 95-й стрелковый корпус
- 1.01.1945 — 4-й Украинский фронт, 16-я армия, 95-й стрелковый корпус
- 1.04.1945 — 4-й Украинский фронт, 18-я армия

## Состав
Финская война:
- управление (штаб)
- 7-й стрелковый полк[5]
- 168-й стрелковый полк[5]
- 274-й стрелковый полк[5]
- 160-й артиллерийский полк[5]
- 246-й гаубичный артиллерийский полк[5]
- 15-й отдельный танковый батальон
- 52-й дивизион ПТО[5]
- 73-й отдельный сапёрный батальон[5]

Великая Отечественная война:
- управление (штаб)
- 7-й стрелковый полк
- 168-й стрелковый полк
- 274-й стрелковый полк
- 160-й артиллерийский полк
- 246-й гаубичный артиллерийский полк
- 370-й отдельный зенитный дивизион
- 313-й миномётный дивизион
- 8-я отдельная разведывательная рота
- 52-й отдельный истребительно-противотанковый дивизион
- 73-й отдельный сапёрный батальон
- 56-й отдельный батальон связи
- 66-й медико-санитарный батальон
- 72-я отдельная рота химический защиты
- 59-й автотранспортный батальон
- 82-я полевая хлебопекарня
- 20-я рота регулирования
- 179-я дивизионная авторемонтная мастерская
- 1652-я полевая почтовая станция

- управление (штаб)
- 7-й стрелковый полк
- 168-й стрелковый полк
- 274-й стрелковый полк
- 160-й артиллерийский полк
- 370-й отдельный зенитный дивизион
- 97-й миномётный дивизион (до 22.10.1942)
- 8-я отдельная разведывательная рота
- 52-й отдельный истребительно-противотанковый дивизион
- 73-й (131-й) отдельный сапёрный батальон
- 56-й (45-й) отдельный батальон связи (1466-я отдельная рота связи)
- 66-й (61-й) медико-санитарный батальон
- 498-я отдельная рота химический защиты
- 802-я (35-я) автотранспортная рота
- 415-я полевая хлебопекарня
- 20-я рота регулирования
- 876-й дивизионный ветеринарный лазарет
- 1652-я полевая почтовая станция
- 1060-я полевая касса Госбанка

- 7-й мотострелковый Прикарпатский ордена Суворова полк имени 60-летия ВЛКСМ (г. Львов);
- 274-й мотострелковый Прикарпатский ордена Суворова полк (г. Яворов);
- 310-й мотострелковый ордена Богдана Хмельницкого полк имени В. И. Ленина (г. Рава-Русская);
- 181-й танковый Знаменский Краснознамённый полк (Яворов);
- 849-й самоходный артиллерийский Ясский Краснознамённый полк (г. Яворов);
- 257-й гвардейский зенитный ракетный ордена Александра Невского полк (г. Яворов);
- 15-й отдельный танковый батальон (г. Львов);
- 509-й отдельный противотанковый артиллерийский дивизион (г. Рава-Русская);
- 29-й отдельный разведывательный батальон (г. Рава-Русская);
- 56-й отдельный батальон связи (г. Яворов);
- 306-й отдельный инженерно-сапёрный батальон (г. Яворов);
- 396-й отдельный батальон материального обеспечения (г. Яворов);
- 86-й отдельный ремонтно-восстановительный батальон (г. Яворов);
- 66-й отдельный медицинский батальон (г. Рава-Русская);
- 280-я отдельная рота химической защиты (Брюховичи);
- ОВКР (г. Яворов).[10]

## Периоды вхождения в состав Действующей армии
- 8 марта 1942 года — 10 февраля 1943 года;
- 20 марта 1943 года — 8 ноября 1943 года;
- 30 ноября 1943 года — 9 мая 1945 года.[11]
- 24 воина дивизии участвовали в Параде Победы 24 июня 1945 года.

## Командование

### Командиры
- 27.07.1918 — 20.11.1918 Гай, Гая Дмитриевич (1887—1937)
- 20.11.1918 — 02.02.1919 Павловский, Василий Игнатьевич (1894—1934)
- 02.02.1919 — 25.04.1919 Вилумсон, Эдуард Фридрихович (1883—1929)
- 25.04.1919 — 30.04.1919 Муретов, Михаил Владимирович
- 30.04.1919 — 21.07.1920 Павловский, Василий Игнатьевич (1894—1934)
- 21.07.1920 — 11.01.1921 Муретов, Михаил Владимирович
- 04.1921 — 11.1923 Осадчий, Александр Маркович
- 11.1923 — 07.1924 Попов, Владимир Васильевич
- 07.1924 — 08.1924 Замилацкий, Григорий Саввич
- 08.1924 — 15.02.1931 Даненберг, Евгений Евгеньевич
- 15.02.1931 — 02.1937 Королёв, Дмитрий Карпович, комдив
- 08.1937 — 12.1937 и. о. командира Алябушев, Филипп Фёдорович, майор (1893—1941)
- 12.1937 — 06.1938 Васильев, Василий Петрович, полковник
- 19.06.1938 — 06.12.1939  Вещев, Пётр Евгеньевич, комбриг. Погиб 6 декабря 1939 года у Вяйсянен, ныне Выборгского района Ленинградской области[5].
- 23.12.1939 — 15.07.1941  Галицкий, Кузьма Никитович, комбриг, с 04.06.1940 генерал-майор (1897—1973)[5]
- 15.07.1941 — 20.09.1941 Бацанов, Терентий Кириллович[англ.], генерал-майор (1894—1941), погиб в Киевском котле
- 28.12.1941 — 06.1950 Прохоров, Фёдор Александрович, полковник, с 27.01.1943 генерал-майор (1896—1962)
- 06.1950 — 11.06.1954 Белоскурский, Михаил Алексеевич, генерал-майор (1902—1972)
- 17.06.1954 — 07.01.1958 Козьмин, Александр Иванович, полковник, с 27.08.1957 генерал-майор (1913—1988)
- 07.03.1958 — 22.09.1960  Завьялов, Николай Иванович, генерал-майор (1913—1989)
- 22.09.1960 — 20.12.1965 Самаркин, Степан Кузьмич, генерал-майор (1918—1986)
- 01.03.1966 — 14.10.1969 Яшкин, Григорий Петрович, полковник, с 23.02.1967 генерал-майор (1922—2003)[12]
- 14.10.1969 — 15.05.1973 Букштынович, Михаил Михайлович, полковник, с 29.04.1970 генерал-майор (позднее заместитель командующего войсками Прикарпатского ВО по Гражданской обороне, 1977—1983)
- 15.03.1973 — 05.1975 Кочетов, Константин Алексеевич, полковник, с 25.04.1975 генерал-майор
- 1975—1978 Родионов, Игорь Николаевич, полковник, (генерал-майор)
- 1978—1981 Родионов, Алексей Михайлович, полковник, (генерал-майор)
- 1981—1984 Липанов, Анатолий Николаевич, полковник, (генерал-майор)
- 1984—1987 Баранов, Александр Иванович, полковник, (генерал-майор)
- 1987—1991 Лыскин, Николай Николаевич, полковник, (генерал-майор)
- 02.2001 — 04.2002 Борискин, Юрий Валентинович, генерал-майор (генерал-лейтенант)[13]

### Заместители командира
- Мохин, Иван Васильевич (??.10.1950 — ??.08.1951), генерал-майор

## Награды
1-е формирование (до ВОВ)
- 28.09.1918 — награждена Почётным Революционным Красным Знаменем ВЦИК;
- 13.12.1920 — получила почётное наименование «Самарская»;
- 25.10.1921 — получила почётное наименование «Железная»[14];
- 12.04.1922 — переименована в 24-ю Самаро-Симбирскую Железную стрелковую дивизию;
- 25.06.1924 — переименована в 24-ю Самаро-Ульяновскую Железную стрелковую дивизию;
- 29.02.1928 — награждена Почётное Революционное Красное Знамя ЦИК СССР (взамен Почётного Революционного Красного Знамени ВЦИК от 28.09.1918);
- 23 февраля 1933 года —  Орден Красного Знамени — за доблесть, проявленную её личным составом в боях под Симбирском, Самарой, Оренбургом, Актюбинском и других районах страны в годы Гражданской войны ;
- 11 апреля 1940 года — награждена  Орден Красного Знамени — за образцовое выполнение боевых заданий командования на фронте борьбы с финской белогвардейщиной и проявленные при этом доблесть и мужество.

2-е формирование
- 6 января 1944 года — почётное наименование «Бердичевская» — присвоено приказом Верховного Главнокомандующего от 6 января 1944 года в ознаменование одержанной победы и за отличие в боях при освобождении города Бердичева;
- 20 февраля 1944 года — дивизии переданы по преемственности все награды и почётные наименования дивизии 1-го формирования
- 8 апреля 1944 года —  Орден Суворова II степени — награждена указом Президиума Верховного Совета СССР от 8 апреля 1944 года за образцовое выполнение заданий командования в боях за освобождение города Черновиц и проявленные при этом доблесть и мужество;[15]
- 18 апреля 1944 года —  Орден Богдана Хмельницкого II степени — награждена указом Президиума Верховного Совета СССР от 18 апреля 1944 года за образцовое выполнение боевых заданий командования в боях с немецкими захватчиками в предгорьях Карпат, выход на нашу юго-западную государственную границу и проявленные при этом доблесть и мужество;[16]
- 1967 год — Памятное Знамя — в связи с 50-летием Великой октябрьской социалистической революции за заслуги в деле защиты Советской Родины и высокие результаты в боевой и политической подготовке;
- 1972 год — Юбилейный почётный знак ЦК КПСС,Президиума Верховного Совета СССР и Совета Министров СССР — в связи с 50-летием СССР за заслуги в деле защиты Советской Родины и высокие результаты в боевой и политической подготовке;
- 1973 год — Вымпел Министра обороны СССР «За мужество и воинскую доблесть» — за высокие результаты в боевой и политической подготовке;
- 21 февраля 1978 года —  Орден Октябрьской Революции — награждена указом Президиума Верховного Совета СССР от 21 февраля 1978 года за заслуги в деле защиты Советской Родины и высокие результаты в боевой и политической подготовке.

Награды частей дивизии:
- 7-й стрелковый Прикарпатский[17] ордена Суворова[18] полк
- 168-й стрелковый ордена Богдана Хмельницкого[18] полк (награждён орденом Богдана Хмельницкого II степени)
- 274-й стрелковый Прикарпатский[17] ордена Суворова[18] полк
- 160-й артиллерийский Прикарпатский[17] ордена Богдана Хмельницого[18] полк (награждён орденом Богдана Хмельницкого II степени)
- 56-й отдельный ордена Богдана Хмельницкого[18] батальон связи

## Отличившиеся воины дивизии
Герои Советского Союза.
- Вещев, Пётр Евгеньевич — комбриг. Звание присвоено 15 января 1940 года посмертно за умелое командование дивизией.
- Дребот, Иван Захарович — командир отделения 168-го стрелкового полка, младший командир. Звание присвоено 11 апреля 1940 года за отличие при прорыве линии Маннергейма.
- Майборский, Владимир Петрович — пулемётчик 7-го стрелкового полка, рядовой (сам всегда представлялся краснофлотцем). Звание присвоено посмертно 24 марта 1945 года за закрытие телом амбразуры пулемёта 13 июля 1944 года близ города Коломыя. Однако В. П. Майборский выжил — один из троих, выживших после совершения такого подвига.
- Макаров, Павел Александрович, командир орудия 7-го стрелкового полка, сержант. Звание присвоено 23 сентября 1944 года посмертно.
- Ульянов, Иван Михайлович — разведчик 168-го стрелкового полка, красноармеец. Звание присвоено 15 янаваря 1940 года за взятие ценного языка на линии Маннергейма.

 Кавалеры ордена Славы трёх степеней.
- Ильин, Пётр Ефремович, сержант, помощник командира разведывательного взвода 8-й отдельной разведывательной роты.
- Кошелев, Игнат Андреевич, сержант, помощник командира взвода 8-й отдельной разведывательной роты.
- Кошель, Иван Яковлевич, старшина, помощник командира взвода роты автоматчиков 7-го стрелкового полка.
- Павлов, Василий Федотович, советский военачальник, генерал-майор (1940). Полный Георгиевский кавалер.

## После Великой Отечественной войны
10 июля 1945 года дивизия была расформирована, её номер дали 294-⁠й стрелковой дивизии, которая стала 24-⁠й стрелковой дивизией (3-⁠го формирования), а после переформирования в 1957 году — 24-⁠й мотострелковой дивизией.
В послевоенный период местом дислокации 24-⁠й стрелковой дивизии (3-⁠го формирования) и 24-⁠й мотострелковой дивизии был Прикарпатский военный округ (город Львов). Штаб дивизии и основная часть располагались в городе Яворов, Львовская область. 7 мотострелковый полк дивизии дислоцировался во Львове.

## После распада СССР
После распада СССР вошла в состав Вооружённых сил Украины как 24-я Железная имени князя Даниила Галицкого механизированная дивизия; с 1 сентября 2003 года преобразована в 24-ю отдельную механизированную бригаду Вооружённых сил Украины.

## Увековечивание памяти дивизии

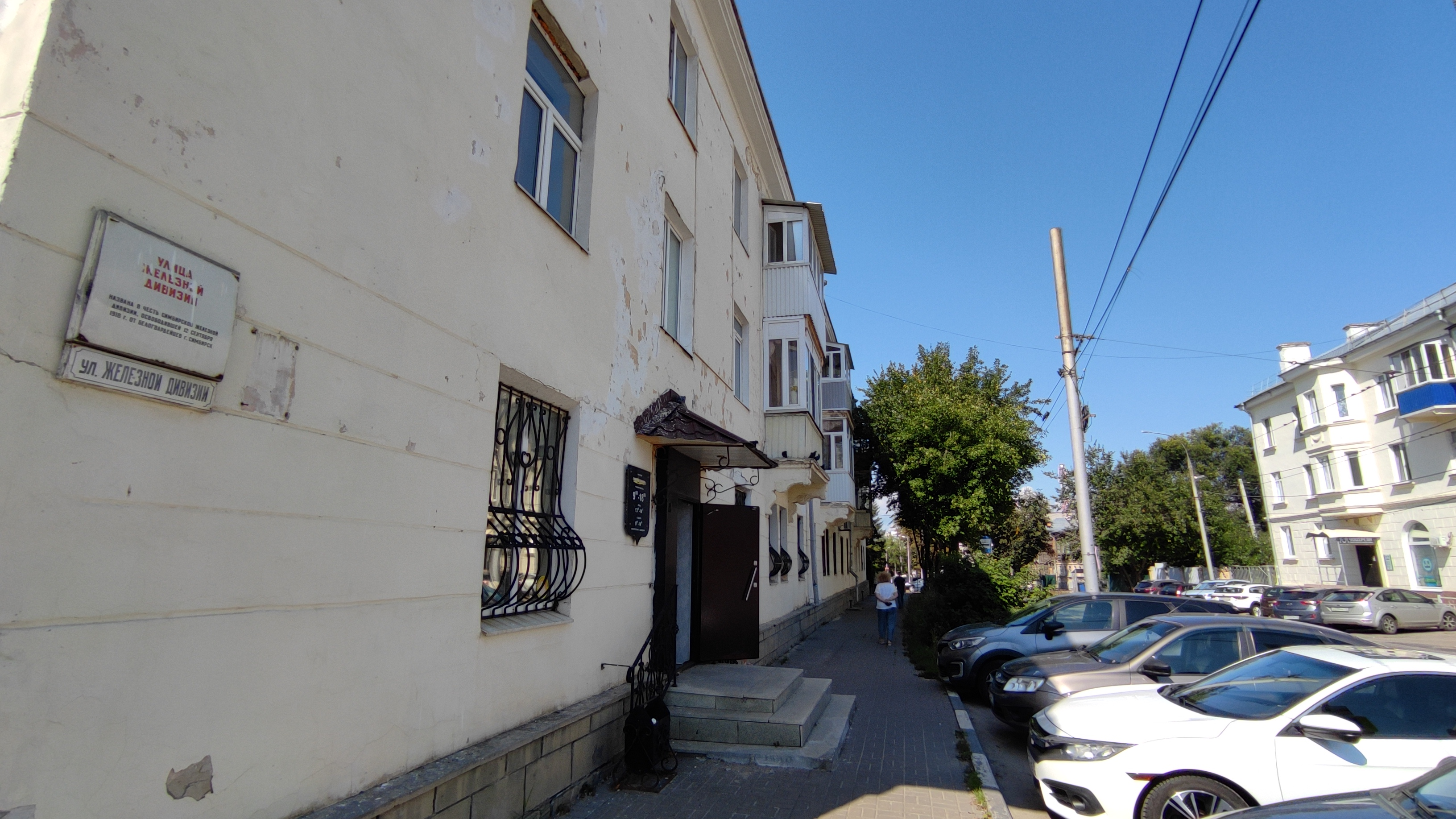
Улица «Железной дивизии» в Ульяновске

- В Ульяновске память о дивизии увековечена в названиях двух улиц: «Железной Дивизии» и «12 сентября» (по наименованию дивизии и в честь дня освобождения ею Симбирска от белочехов 12 сентября 1918 года).
- Улицы имени «Железной Дивизии» есть также в Самаре, Инзе и в Сенгилее.
- Музей 24-й «Железной дивизии» создан в 1984 году в «Инженерной школе» № 1581 (бывшая школа № 401, лицей № 1581) в Москве
- 30 апреля 2021 года гимназии № 30 города Ульяновска присвоили имя «Железной дивизии»[20][21].

## Газета
В годы Великой Отечественной войны выходила газета «В атаку». Редактор — майор Епанешников Степан Андреевич (1902-?)

### Комментарии
1. ↑  в направлении города Ставрополя (ныне Тольятти) Самарской губернии, который именовался Ставрополем до 1964 года